# 鄭克ゾウ
鄭 克𡒉（てい こくぞう、拼音：Zhèng Kè-zāng、1662年-1681年）は、鄭成功の孫、鄭経の庶出長男。母親は陳昭娘である。幼名は欽と言い、人は欽舎と呼んだ。

## 生涯
1661年から62年にかけて鄭成功が台湾を攻略した際に、長男の鄭経は廈門の留守を預かった。鄭経は乳母の陳昭娘と関係して、鄭克𡒉を産んだ。鄭克𡒉が生まれたときに、ある人が、昭娘が妊娠したように装い、某李姓の夫を殺して、その子供を連れて来た養育したのだと言っている。しかし、鄭経自らが鄭克𡒉の出生に立ち会っているので、このような話は信じることができない。後、唐顕悦（鄭経の正妻の祖父）は鄭成功に報告し、「母子相姦」の名を加えて悪口を言った。激怒した鄭成功は、鄭経と陳昭娘と鄭克𡒉を殺そうとしたが、鄭経は厦門の軍を指揮して人望があったため、厦門軍では鄭経を擁立して鄭成功に反抗する気配を見せた。ここでちょうど鄭成功が憂憤のうちに薨じた。
永暦28年（1674年）、鄭経が西征に赴くとき、陳永華は、東寧総制となり、台湾の留守を預かった。
永暦33年（1679年）4月、陳永華は、次のように意見を述べた。「お子は、年が十六になり、聡明で特出しております。よろしく、「君が行けば、すなわち守る」の典にしたがい、子の克𡒉を監国にされることを望みます。」鄭経は、これを許し、礼官の鄭斌を遣わして、命令を台湾にもたらし、鄭克𡒉を立てて監国とし、並びに「監国世孫」の璽を彫らせ、鄭克𡒉に公文を批閲させた。
鄭克𡒉の人となりは剛毅で、果断であり、頗る鄭成功の雰囲気に似ていた。その上、彼は陳永華の娘婿であり、事務を決済するときには、陳永華の教導を受けていた。法によりすべてを決済するということにより、鄭氏宗室も例外ではなかった。これにより、鄭氏宗室と馮錫範は、皆彼を嫌った。

## 鄭克𡒉の死
永暦34年（1680年）、鄭経は台湾に戻ってきたが、政治はそのまま鄭克𡒉の処理にゆだねられており、その批閲した公文を取るだけであった。
永暦35年（1681年）正月、鄭経は世を去った。その病が重くなったとき、長子鄭克𡒉に監国剣印を授け、劉国軒に托孤して言った：「この子の才幹には、頗る希望がある。君はこれを輔けよ。我死すとも、九泉でまた、瞑目するなり！」。
鄭氏の宗室、鄭成功の未亡人王妃董氏と馮錫範は、鄭克𡒉の継承を望まなかったので、その弟の鄭克塽を擁立しようとした。同時に、彼は、馮錫範の娘婿でもあった。
北園別館（今の台南開元寺）にいた鄭成功の妻の董氏を説得して、鄭克𡒉の監国の地位を廃させるようにした。しかし、鄭克𡒉は、監国の璽を差し出すのを承知しなかったので、馮錫範等の人は、鄭克𡒉は鄭経の実の子でないと誣告し、人を派遣して絞死させた（別の説では自殺）。この宮廷内の政変は、鄭経が死んで、僅か数日で起きた。鄭克𡒉の妻の陳氏はすでに身ごもっていたが、絶食して数日して殉死した。現在、台南市の延平郡王祠には、「夫死婦亦死、君亡明乃亡」の聯があり、鄭克𡒉夫妻を追憶している。

## 注
1. ↑  郁永和『裨海記遊』「陳烈婦伝」52頁
2. ↑  夏琳『閩海紀要』61頁
3. ↑  郁永和『裨海記遊』「陳烈婦伝」53頁
4. ↑  王浩一『在廟口説書』147頁
5. ↑  鄭克𡒉の死は、『閩海紀要』、『海上見聞録』では、絞殺されたとある。しかし『裨海記遊』、『鹿樵紀聞』では、迫られて自殺した、とある。
6. ↑  王浩一『在廟口説書』